# Reasne, Iemilciîne
Reasne (în ucraineană Рясне) este localitatea de reședință a comunei Reasne din raionul Iemilciîne, regiunea Jîtomîr, Ucraina.

## Demografie
Componența lingvistică a localității Reasne
     Ucraineană (98,59%)
     Rusă (1,18%)
Conform recensământului din 2001, majoritatea populației localității Reasne era vorbitoare de ucraineană (98,59%), existând în minoritate și vorbitori de rusă (1,18%).